# BioShock Infinite
BioShock Infinite ist ein Videospiel des US-amerikanischen Entwicklerstudios Irrational Games. Der Ego-Shooter wurde am 26. März 2013 von 2K Games für Microsoft Windows, Xbox 360 und PlayStation 3 veröffentlicht, eine Portierung auf macOS von Aspyr folgte am 29. August 2013 und eine Portierung auf Linux am 17. März 2015. Nach BioShock und BioShock 2 ist es der dritte Teil der BioShock-Serie und spielt erstmals nicht in der Unterwasserwelt Rapture, sondern in der fliegenden Stadt Columbia. Inhaltlich beschäftigt sich das Spiel kritisch mit den Auswirkungen von religiösem Fanatismus in Verbindung mit der Vorstellung von der Einzigartigkeit der amerikanischen Nation (American Exceptionalism).

## Handlung

### Szenario
BioShock Infinite nutzt historische Hintergründe, um darauf aufbauend ein in großen Teilen futuristisches Alternativszenario des Jahres 1912 zu erschaffen. Schauplatz ist die fliegende Stadt Columbia, die damit nach der Personifikation der Vereinigten Staaten benannt ist. Gemäß der Spielgeschichte wurde sie im Auftrag der Regierung William McKinleys durch Zachary Hale Comstock erbaut und 1901 eröffnet. Grundlage bildete die Forschung der Physikerin Rosalind Lutece, welche die Flugfähigkeit durch eine Mischung aus Quantenphysik und riesigen Luftschiffen und Ballons begründet. Als eine Art Verlängerung der Weltausstellung in Chicago 1893 sollte Columbia die Größe und herausragende Stellung der US-amerikanischen Zivilisation repräsentieren (Idee des American Exceptionalism). Tatsächlich handelte es sich bei Columbia aber auch um eine fliegende Festung, die die amerikanischen Interessen im Zweifelsfall militärisch durchsetzen sollte. So griff sie während des Boxeraufstands ein und löste damit einen diplomatischen Eklat aus. Dieser zwang die Regierung, Columbia fallen zu lassen und die fliegende Stadt verschwand aus der Wahrnehmung.
Als Folge der Isolation Columbias brach schließlich ein Bürgerkrieg zwischen den verschiedenen Parteien der Bevölkerung aus, in dem sie um die Vorherrschaft über die Stadt kämpften. Zu der Zeit der Geschehnisse im Spiel sind hauptsächlich nur noch zwei Fraktionen übrig:
1. Die Gründer (engl.: Founders) – angeführt von Zachary Hale Comstock sehen sie sich als wahre Begründer Columbias und stützen darauf ihren Machtanspruch. Sie stellen die Führungsschicht der Stadt dar und zeichnen sich durch ultranationalistisches Gedankengut, starken Glauben an die Göttlichkeit Comstocks und extremen Rassismus aus. Dazu kommt noch ein sozial ungehemmter Kapitalismus, der ebenfalls zu Gegenbewegungen wie der Vox Populi führen konnte.
2. Vox Populi (lateinisch für die Stimme des Volkes) – angeführt von Daisy Fitzroy stellen sie die Widerstandsbewegung zu den Gründern dar. Sie setzen sich aus Menschen verschiedener Herkunft zusammen, die meist jedoch den unteren Schichten angehören. Sie kämpften ursprünglich dafür, die Staatsbürgerschaft Columbias für alle zu ermöglichen. Allerdings führten die langen Jahre des Krieges dazu, dass die ursprünglichen Ziele blindem Hass gewichen sind, der zu noch mehr Gewalt führte und Spaltungen innerhalb der Vox Populi zur Folge hatte.

Die Handlung von BioShock Infinite ist losgelöst von der in den 1960ern angesiedelten Geschichte der beiden Vorgänger. Das Spiel geht jedoch von der möglichen Existenz von Parallelwelten und -existenzen aus. Daher führt die Handlung für einen kurzen Abschnitt nochmals in die Unterwasserwelt, ohne jedoch eine Aussage über die Zusammengehörigkeit der beiden Spielwelten zu treffen.

### Charaktere
| Charakter             | Englischer Synchronsprecher | Deutscher Synchronsprecher | Rolle |
| --------------------- | --------------------------- | -------------------------- | --- |
| Booker DeWitt         | Troy Baker                  | Torben Liebrecht           | Spielercharakter, ehemaliger Pinkerton-Detektiv                                                                  |
| Elizabeth             | Courtnee Draper             | Shandra Schadt             | Übernatürlich begabte junge Frau, unbekannterweise Bookers Tochter Anna DeWitt                                   |
| Zachary Hale Comstock | Kiff VandenHeuvel           | Thomas Rauscher            | Gründer und als Prophet religiöser und politischer Führer Columbias, eigentlich eine Parallelexistenz von Booker |
| Rosalind Lutece       | Jennifer Hale               | Claudia Schmidt            | Physikerin in Columbia, deren Forschung Grundlage für die Erbauung Columbias war                                 |
| Robert Lutece         | Oliver Vaquer               | Manfred Trilling           | Physiker in Columbia, scheinbar Rosalinds Zwillingsbruder, tatsächlich jedoch eine Parallelexistenz              |
| Daisy Fitzroy         | Kimberly D. Brooks          | Jo Kern                    | Widerstandskämpferin, Anführerin der Vox Populi                                                                  |
| Cornelius Slate       | Keith Szarabajka            | Gerhard Jilka              | Bewohner Columbias und wie Booker Veteran des Massakers am Wounded Knee                                          |
| Jeremiah Fink         | Bill Lobley                 | Andreas Borcherding        | Großer Firmenboss in Columbia, Erbauer des Songbird                                                              |

### Handlungsverlauf
Der Spieler übernimmt die Rolle des ehemaligen Pinkerton-Detektivs Booker DeWitt, der den Auftrag erhält, ein Mädchen namens Elizabeth zu befreien, um alte Schulden zu begleichen. Der Auftrag beginnt in einem Leuchtturm. Kurz darauf findet er sich in der Wolkenstadt Columbia wieder. Unterwegs trifft er mehrmals auf die Lutece-Zwillinge, die ihm mit hilfreichen Tipps zur Seite stehen und offenbar über Bookers Aufgabe genauestens Bescheid wissen. Booker kann Elizabeth aufspüren, doch in der Stadt herrschen kämpferische Auseinandersetzungen zwischen den Gründern und der Vox Populi. Die übernatürlich begabte Elizabeth, deren auffälligstes Merkmal eine fehlende Fingerkuppe ist, spielt eine elementare Rolle in dieser Auseinandersetzung, die sich Booker jedoch erst allmählich enthüllt. Verfolgt werden Booker und Elizabeth weiterhin von dem sogenannten Songbird, einem riesigen vogelartigen Roboterwesen, das als Wächter und Beschützer von Elizabeth ihre Befreiung durch Booker verhindern will.
Der Versuch, mithilfe eines Luftschiffes zu entkommen, scheitert, als Elizabeth bemerkt, dass Booker sie an seine Auftraggeber verkaufen will und ihn niederschlägt. Daraufhin fällt das Luftschiff in die Hände der Vox Populi und Booker ist gezwungen, für sie zu arbeiten, um doch noch an ein Fluchtfahrzeug gelangen zu können. Er entschuldigt sich bei Elizabeth und verspricht ihr, sie zu retten. Mithilfe von Elizabeths übernatürlichen Fähigkeiten wechseln beide mehrfach über Dimensionsrisse in alternative Realitäten und Zeithorizonte und erfahren auf diese Weise mehr über die Hintergründe. Elizabeth verfügt demnach nur über diese Fähigkeiten, weil sie nicht aus dieser Dimension stammt. Weiterhin hatte Comstock offenbar versucht, die Lutece-Zwillinge zu ermorden, da diese um Elizabeths Geheimnis wussten. Beide überlebten den Anschlag jedoch und können seither selbst zwischen den Dimensionen reisen.
Booker und Elizabeth werden alsbald bei einem Angriff des Songbirds getrennt und Elizabeth gerät in Comstocks Gefangenschaft. Eine alternative Existenz von Elizabeth versetzt Booker in eine düstere Zukunftsvariante, in der Booker mit seinem Auftrag scheiterte und Elizabeth schließlich die Nachfolge Comstocks antrat. Booker erlebt, wie Elizabeth aus Rache für ihr Schicksal von Columbia aus New York zerstört. Elizabeth versetzt ihn in seine Zeit zurück und Booker gelingt es, Elizabeth zu befreien und Comstock zu töten. Sie werden jedoch von der Vox Populi umzingelt und Elizabeth ruft den Songbird herbei, der die Angreifer tötet. Als der Songbird Booker angreifen will, teleportiert Elizabeth ihn nach Rapture. Booker und Elizabeth verlassen die Stadt und landen wieder beim Leuchtturm, wo alles begann.
Dort erlebt Booker erneut die Ereignisse aus seiner Vergangenheit. Er hätte seine Kriegssünden bei einer Taufe reinwaschen können, lehnte diese jedoch ab und verkaufte seine Tochter Anna aufgrund seiner Schulden an Rosalind Lutece und Comstock. Als er seine Meinung ändert und sie wieder zu sich nehmen will, entkommen die beiden mit dem Kind durch einen Zeitriss in eine andere Welt, dabei schließt sich das Portal und schneidet dem Mädchen einen Teil ihres rechten kleinen Fingers ab. Booker begreift nun, dass Elizabeth in Wirklichkeit seine Tochter Anna ist. Booker sieht weiterhin, wie er seine Taten zutiefst bereute und wie die Lutece-Zwillinge ihn in Comstocks Dimension brachten, damit er seine Taten wiedergutmachen und seine Tochter retten könne.
Booker und Elizabeth gehen erneut zum Leuchtturm und begegnen verschiedenen Versionen ihrer selbst, die aber alle an ihrer Mission scheiterten bzw. scheitern werden, was die von Booker erträumte Zukunft zur Folge hat. Da Comstock nur dann besiegt werden kann, wenn er nie gelebt hat, beschließt Booker, nun sein Schicksal zu ändern und Comstock „noch in der Krippe zu ersticken“. Dies führt ihn erneut zum Moment seiner Taufe, wo er begreift, dass er in Wirklichkeit selbst der Prophet ist. In der anderen Welt hatte er die Taufe akzeptiert und wurde dadurch als Zachary Comstock wiedergeboren, wohingegen er sie in seiner Welt abgelehnt hatte. Aus allen Welten strömen die Versionen von Elizabeth herbei und fordern ihn auf, Comstock zu ersticken. Booker gibt nach und lässt sich von ihnen im Taufwasser ertränken. Daraufhin verschwinden alle Versionen von Elizabeth nacheinander, nur das Schicksal der „eigenen“ Elizabeth bleibt offen. Booker wacht in seinem Haus auf, wo er Annas Namen ruft und in ihr Zimmer eilt, bevor der Bildschirm sich schwarz verfärbt. Die Schicksale von Booker und Anna bleiben ungewiss.

## Spielprinzip

### Allgemein
Das Spielprinzip entspricht weitgehend dem der Vorgänger. Der Spieler steuert die Spielfigur aus der Egoperspektive durch die Spielwelt. Zur Verteidigung steht dem Spieler ein Arsenal aus Schusswaffen zur Verfügung, von denen er im Gegensatz zu beiden Vorgängertiteln jedoch nur zwei gleichzeitig mit sich führen kann. Daneben erlangt Booker im Spielverlauf acht Kräfte (engl.: vigors), die gleichsam der Plasmide in den ersten beiden Teilen übernatürliche Fähigkeiten aktivieren und sowohl direkt offensiv als auch indirekt zum Stellen von Fallen verwendet werden können. Um die Kräfte einzusetzen, werden Salze benötigt. Anders als die Plasmide werden die Kräfte jedoch durch Tränke freigeschaltet. Damit entfallen zugleich die moralischen Entscheidungen wie sie in den Vorgängerspielen getroffen werden mussten, etwa die Tötung der Little Sisters zur Gewinnung von ADAM. Waffen und Kräfte können, wie auch schon in den beiden Vorgängern, durch Upgrades an Automaten verbessert werden, wo es zudem auch Munition zu kaufen gibt. Das dafür notwendige Spielgeld findet sich in der Spielwelt verteilt und im Loot getöteter Gegner. Hacken ist nicht mehr möglich, und durch eine entsprechende Kraft ersetzt worden, die Automaten überlistet und Geschütze auf Seiten des Spielers zieht.

### Waffen und Fähigkeiten
| Verfügbare Waffen:                                                                     | Verfügbare Waffen:                                                                          | Kräfte:                                                                                | Kräfte:                     |
| -------------------------------------------------------------------------------------- | ------------------------------------------------------------------------------------------- | -------------------------------------------------------------------------------------- | --------------------------- |
| - Schrotflinte - Gatling-Kanone - Raketenwerfer - Pistole - Maschinengewehr - Revolver | - Karabiner - Scharfschützengewehr - Repetierer - Burstgun - Schießeisen-Kopie - Feuerhagel | - Beherrschung - Teufelskuss - Killerkrähen - Shock Jockey - Bockender Bronko - Ladung | - Sog - Zurück zum Absender |

## Entwicklung

### Thematik
BioShock Infinite beschäftigt sich thematisch mit dem amerikanischen Patriotismus, insbesondere des American Exceptionalism, nach der den Vereinigten Staaten eine besondere Rolle unter den Nationen der Welt zukomme. In diesem Zusammenhang kommen auch religiöser Fanatismus, Rassismus und Fremdenhass zur Sprache. Bei der Erstvorstellung des Spiels im Jahr 2010 trug Creative Director Ken Levine zur thematischen Einführung ein dem US-amerikanischen Präsidenten William McKinley zugeschriebenes, umstrittenes Zitat vor, in dem dieser die Erziehung, den Aufbau, die Zivilisierung und Christianisierung der Philippinen nach dem Spanisch-Amerikanischen Krieg als göttlichen Auftrag bezeichnete.
Der Gründer und als Prophet verehrte Führer der Wolkenstadt Columbia, Zachary Comstock, wird als ultranationalistische, rassistische und fanatische Person charakterisiert. Zu Beginn muss sich die Spielerfigur Booker DeWitt einer Taufe unterziehen, bevor er die Stadt betreten darf. Über die Stadt verteilt finden sich, ähnlich wie schon in den Vorgängertitel, Plakate mit politischen und religiösen Parolen, etwa “Our holy duty is to guard against foreign hordes” (deutsch: „Unsere heilige Pflicht ist es, wachsam gegenüber den fremden Horden zu bleiben“) oder “Her eyes, so blue. Her skin, so white. Or are they? We must all be vigilant to ensure the purity of our people.” (deutsch: „Ihre Augen, so blau. Ihre Haut, so weiß. Sind sie doch, oder? Wir müssen alle wachsam bleiben, um die Reinheit unseres Volkes zu gewährleisten.“)
Die Behandlung der Religion in der Figur von Comstock führte auch zu Spannungen innerhalb des Entwicklerteams. Laut Angaben Levines setzte ein Grafiker nach einem Spieldurchgang ein Kündigungsschreiben auf, da er sich durch die Darstellung in seinem Glauben angegriffen fühlte. Nach Diskussionen mit religiösen Teammitgliedern entschied sich Levine, die Darstellung Comstock nochmals stark zu überarbeiten. Er erkannte demnach durch die Gespräche, dass die Anziehungskraft Comstocks auf seine Umwelt nicht glaubwürdig vermittelt wurde, da einer der Hauptaspekte des christlichen Glaubens, Vergebung, in seiner Charakterisierung nicht ausreichend berücksichtigt wurde. Dieser Teil seiner Persönlichkeit wurde daher durch den Ausbau der Figur Lady Comstock näher beleuchtet, der Comstock trotz einer dunklen Vergangenheit bedingungslos vergeben hatte. Diese Hintergrundinformation wurde in Form von Audiologs ins Spiel integriert, die Figur Comstock selbst blieb vollkommen unberührt. Levine bezeichnete diese Überarbeitung aufgrund der Kritik als qualitative Verbesserung, da er einen besseren Einblick in die Thematik erhalten habe und dies dem Spiel zu einer größeren Glaubwürdigkeit verholfen hätte. Überarbeitungen um mögliche Kränkungen zu verhindern habe er dagegen ausgeschlossen. Er sehe in dem Spiel trotz der sehr eindeutigen Darstellung des Glaubens auch keinen generellen Angriff auf die Religion an sich, sondern zeige ähnlich wie in BioShock lediglich Folgen des Missbrauchs einer Ideologie.

### Soundtrack
Der Soundtrack wurde wie bei beiden Vorgängern von Garry Schyman komponiert. Nach Vorgabe Levines sollte er sich aufgrund des veränderten Szenarios deutlich von der Begleitmusik der beiden Vorgängertitel abheben. Bei seinen Kompositionen setzte Schyman daher statt des orchestralen Soundtracks auf kleine Streicher-Ensembles mit zwei bis maximal zehn Instrumenten, mit denen er in rund zehn Aufnahmesitzungen sämtliche Stücke einspielte. Nach eigenen Angaben ließ er sich zwar von der einfach aufgebauten, zeitgenössischen Musik des Jahres 1912 beeinflussen, bezeichnete aber den US-amerikanischen Liedermacher Stephen Foster (1826–1864) als seine größte Inspirationsquelle. Gegenüber dem Magazin GameSpot bezeichnete Schyman seine Musik als eher charaktergetrieben, beeinflusst durch die Figuren des Spiels, weniger durch die historische Hintergrundkulisse. Als richtungsweisend für seine Kompositionsarbeit bezeichnete er das Stück Elizabeth, in dem unter anderem auch Elizabeths Beziehung zu Booker zum Ausdruck kommt. Nach der Bestätigung durch Levine wurde das Stück für ihn zum Maßstab für die musikalische Ausrichtung.
Der offizielle Soundtrack umfasst einschließlich einiger Fremdkompositionen, u. a. von Scott Joplin, 28 Musikstücke. Darunter befindet sich eine Interpretation des amerikanischen Kirchenliedes Will The Circle Be Unbroken, die von den beiden englischen Hauptsprechern, Troy Baker (Booker DeWitt) und Courtnee Draper (Elizabeth), eingespielt wurde. Der Soundtrack ist unter anderem Beilage der Sammlereditionen Ultimate Songbird Edition und Premium Edition von BioShock Infinite.
Tracklist Offizieller Soundtrack:
1. Introduction
2. Welcome to Columbia
3. Will the Circle Be Unbroken (Chorversion)
4. Lighter Than Air
5. Lutece
6. The Battle for Columbia I
7. The Girl in the Tower
8. Elizabeth
9. The Songbird
10. Rory O’More/Saddle the Pony
11. The Battle for Columbia II
12. The Readiness Is All
13. Lions Walk With Lions
14. Will the Circle Be Unbroken
15. Unintended Consequences
16. The Battle for Columbia III
17. Family Reunion
18. Solace
19. The Battle for Columbia IV
20. The Battle for Columbia V
21. Let Go
22. Doors
23. The Girl for the Debt
24. Back in the Boat
25. AD
26. Smothered
27. Baptism
28. Will the Circle Be Unbroken (vollständige Version)

Daneben kommen im Spiel eine größere Zahl weiterer Fremdkompositionen und lizenzierte Titel zum Einsatz:
- After You’ve Gone (Blues Version) – Jessy Carolina
- Ain’t She Sweet – Ben Bernie Orchestra
- Button Up Your Overcoat – Helen Kane
- Everybody Wants to Rule the World – Tears for Fears
- Fortunate Son – Creedence Clearwater Revival
- Fortunate Son – Jessy Carolina
- Girls Just Want to Have Fun – Cyndi Lauper
- God Only Knows – A Mighty Wind
- Goodnight, Irine – Leadbelly
- It All Depends on You – Fred Rich
- I’m Wild About That Thing – Bessie Smith
- La mer – Django Reinhardt
- Makin’ Whoopee – Eddie Cantor
- Me and My Shadow – Sam Lanin
- Nocturnes in Es-Dur, Op. 9, No. 2 – Frédéric Chopin
- Orchestersuite Nr. 3 in D-Dur (BWV 1068), Air auf der G-Saite (A. Verzhbilovich, A. Wilhelmj) – Johann Sebastian Bach
- Requiem in d-Moll (KV 626), Lacrimosa & Rex Tremendae – Wolfgang Amadeus Mozart
- Rory O’Moore – Barry Salamon
- Sad Liz, eigtl. Kanon in D-Dur – Johann Pachelbel
- Shake Sugaree – Elizabeth Cotten
- Sunflower Slow Drag – Scott Joplin
- Shine On Harvest Moon – Ada Jones & Billy Murray
- Shiny Happy People – Tony Babino
- St. James Infirmary – Duke Ellington
- Tainted Love (Blues Version)
- The Bonnie Blue Flag – Polk Miller
- Watermalon Party – Polk Miller
- Wild Prarie Rose – Jessy Carolina and the Hot Mess
- You’re A Grand Old Flag – Billy Murray

Für Werbetrailer des Spiels wurden zudem die Lieder Beast und Fury oh Fury der US-amerikanischen Rockband Nico Vega verwendet.

## Rezeption
| Deutschsprachiger Raum | Deutschsprachiger Raum                         |                                                |
| Publikation            | Wertung                                        |                                                |
| ---------------------- | ---------------------------------------------- | ---------------------------------------------- |
| 4Players               | 92 %                                           |                                                |
| Computer Bild Spiele   | Note 1,5                                       |                                                |
| EuroGamer.de           | 9/10                                           |                                                |
| GameStar               | 90 %                                           |                                                |
| Gamona                 | 90 %                                           |                                                |
| IGN Deutschland        | 9,5/10                                         |                                                |
| Looki                  | 92 %                                           |                                                |
| PC Games               | 91 %                                           |                                                |
| International          |                                                |                                                |
| Edge                   | 9/10                                           |                                                |
| Game Informer          | 10/10                                          |                                                |
| EuroGamer.net          | 10/10                                          |                                                |
| GameSpot               | 9,0/10                                         |                                                |
| IGN US                 | 9,5/10 (Win) 9.4 (Xbox 360, PS3)               |                                                |
| Joystiq                | 5/5                                            |                                                |
| PC Gamer (US)          | 91 %                                           |                                                |
| Polygon                | 10/10                                          |                                                |
| Metawertungen          |                                                |                                                |
| GameRankings           | 92,62 % (Win) 91,89 % (Xbox 360) 95,94 % (PS3) | 92,62 % (Win) 91,89 % (Xbox 360) 95,94 % (PS3) |
| Metacritic             | 94 % (Win) 93 % (Xbox 360) 94 % (PS3)          | 94 % (Win) 93 % (Xbox 360) 94 % (PS3)          |

### Rezensionen
In der deutschen Fachpresse erreichte BioShock durchweg sehr gute Bewertungen. Gelobt wurde vor allem die Atmosphäre und die Handlung sowie die hervorragende Lokalisierung und die gute Realisierung der KI-Begleitung in Form von Elizabeth. Kritisiert wurde vor allem der geringe Schwierigkeitsgrad des normalen Spiels, selbst auf höchster Einstellung, die Beschneidung des Upgrade-Systems im Vergleich zu den Vorgängern sowie mangelnde Entscheidungsfreiheit in Bezug auf die Handlung. Zudem wurde kritisiert, dass im Vorfeld angekündigte Inhalte im fertigen Spiel nur in stark veränderter Form oder gar nicht auftauchten. Auch international erhielt das Spiel gute Kritiken: Metacritic verzeichnete am Tag der Veröffentlichung einen Metascore von 96 % bei der PC-Version, sowie 95 % bei den Konsolen-Versionen. GameRankings verzeichnete eine durchschnittliche Bewertung von 96 % für die PC- und Xbox-360-Fassung, sowie 98 % für die PlayStation-3-Version.

„Bioshock Infinite gehört zu den besten Spielen, die ich jemals erleben durfte. […] Infinite lässt mich gleichzeitig baff, staunend und sehr zufrieden zurück – und selbst nach zwei Wochen kann ich nicht genau sagen, welche Emotion überwiegt.“

„Der Shooter wühlt auf und hallt nach, vielleicht nicht immer positiv. Aber wo ein Crysis 3 mit Optik und Kampfmechanik begeistert, trumpft Bioshock Infinite mit Tiefgang und Emotionen auf. Dieser Shooter wird sich in euer Gedächtnis graben.“

In einem Beitrag für den konservativ-libertären Medienkonzern PJ Media äußerte sich Rezensent Walter Hudson kritisch zu dem vermittelten Bild des Amerikanischen Exzeptionalismus und warf den Entwicklern vor, wie in den beiden Vorgängertiteln keine Position zu den kritisch thematisierten Philosophien und Glaubensvorstellungen zu beziehen. Ausgehend von einem Vorwurf des Filmkritikers Roger Ebert, der Computerspielen die Möglichkeit einer Kunstform absprach, zog er das Fazit:

“While Bioshock Infinite will likely distort the concept of American Exceptionalism, at least it will get us talking about it. That’s more than can be said of the average first-person shooter game, and perhaps the distinction between mindless entertainment and a semblance of art.”

„Auch wenn Bioshock Infinite sehr wahrscheinlich das Konzept des Amerikanischen Exzeptionalismus verzerren wird, wird es uns zumindest zu einer Diskussion darüber anhalten. Das ist mehr, als man über den durchschnittlichen First-Person-Shooter sagen kann, und vielleicht der Unterschied zwischen geistloser Unterhaltung und dem Anschein von Kunst.“

### Auszeichnungen
BioShock Infinite gewann vor und nach Veröffentlichung zahlreiche Preise. Im Dezember 2013 wurde das Spiel bei den Spike Video Game Awards (VGX) in den Kategorien Bester Shooter, Bester Charakter (Lutece-Zwillinge) und Bester Song („Will The Circle Be Unbroken“) ausgezeichnet. Bei den DICE Awards im Februar 2014 gewann es in den Kategorien Bestes Action-Spiel und Beste Musikkomposition. Im März 2014 wurde BioShock Infinite bei den British Academy Video Games Awards für die Beste Musik sowie bei den Game Developers Choice Awards in den Kategorien Audio und Visuelle Gestaltung ausgezeichnet. Bei den SXSW Gaming Awards im selben Monat gewann es den Preis für die Beste künstlerische Gestaltung. Noch vor Veröffentlichung erhielt BioShock Infinite auf der E3 2011 vier Game Critics Awards als Bestes Spiel der Messe, Bestes Original-Spiel, Bestes Action/Adventure-Spiel und Bestes PC-Spiel.

### Verkaufszahlen
Im Mai 2013 vermeldete Publisher Take 2 die Auslieferung von 3,7 Millionen Exemplaren des Spiels. Nach eigenen Angaben habe sich der Titel besonders im ersten Monat besser als seine Vorgänger verkauft. Bis Ende Juli stieg die Zahl der ausgelieferten Titel auf vier Millionen Exemplare und der Publisher prognostizierte, dass Infinite die Verkaufszahlen seiner Vorgänger übertreffen werde.
Als Ken Levine Mitte Februar 2014 überraschend die Entlassung der meisten Mitarbeiter von Irrational Games und die Übergabe der Entwicklungsverantwortung für das BioShock-Franchise an 2K Games bekannt gab, um sich künftig auf die Entwicklung kleinerer Spiele zu konzentrieren, kam es unter anderem auch zu Spekulationen, ob die Verkaufszahlen angesichts der Teamgröße und des langen Entwicklungszeitraums – in der Presse hatten zuvor Gerüchte über ein Entwicklungs- und Marketingbudget von 200 Millionen US-Dollar die Runde gemacht – ausreichend gewesen seien. Aber auch die Zusammenarbeit zwischen Levine und seinem Team wurde von ehemaligen Entwicklern später als kompliziert und aufreibend beschrieben.
Bei Vorlage der Geschäftszahlen 2014 am 31. März 2014 vermeldete Take 2 einen Absatz von mittlerweile sechs Millionen Kopien des Spiels. Damit lag das Spiel bei den Verkaufszahlen firmenintern hinter Borderlands 2 (VÖ 2012, neun Millionen Kopien) und NBA 2K14 (VÖ 2013, 6,5 Millionen Kopien). Auch Civilization V konnte sich trotz Veröffentlichung nur für PC rund fünf Millionen Mal verkaufen. Im Mai 2015 bezifferte Take 2 die Verkaufszahlen auf elf Millionen Kopien, die der gesamten Reihe auf 25 Millionen.

### Referenzen
Im Dezember 2013 verwendete die der US-amerikanischen Tea-Party-Bewegung nahestehende The National Liberty Foundation ein Artwork des Spiels, u. a. mit der Inschrift „For God and Country – It Is Our Holy Duty To Guard Against The Foreign Hordes“, als Ausdruck ihrer Ablehnung von Zuwanderung. Das Artwork dient im Spiel zur Illustration der rassistischen Einstellung der Gründer und wurde mancherorts auch als karikative Anspielung des Entwicklerteams auf die Tea Party interpretiert. 2014 verwendete der konservative US-Fernsehsender Fox News das Logo-Artwork von BioShock Infinite mit dem Schriftzug Defending the Homeland zur Illustration eines Interviews mit dem texanischen Gouverneur Rick Perry, unter anderem über das Thema illegale Einwanderung. Levine bezeichnete die Verwendung des Logos in diesem Zusammenhang als Ironie.

## Erweiterungen
Für BioShock Infinite erschienen insgesamt vier Download-Erweiterungen. Mit Burial at Sea wird die Geschichte von Booker DeWitt und Elizabeth weitererzählt, diesmal allerdings in Rapture im Jahre 1958.
- 25. Juni 2013: Columbia’s Finest (Neue Waffen, Ausrüstung und Boni für das Hauptspiel)
- 30. Juli 2013: Clash in the Clouds (Minispiele)
- 12. November 2013: Burial at Sea – Episode 1 (Seebestattung) (Story-Erweiterung, Teil 1)
- 25. März 2014: Burial at Sea – Episode 2 (Seebestattung) (Story-Erweiterung, Teil 2)

Für Seebestattung wurde am 11. September 2014 eine deutsch synchronisierte Fassung per Update nachgereicht.